# Maccabi Rischon LeZion
Maccabi Rischon LeZion ist ein Sportverein aus Rischon LeZion, Israel. Der Verein ist vor allem bekannt für seine Sparten Handball und Basketball. Die ersten Aktivitäten des Klubs erfolgten jedoch im Fußball, wo schon in den 1930er Jahren sportliche Vergleichswettkämpfe erfolgten.

## Basketball
Die Basketballsektion wurde 1976 gegründet. Seit 1988 spielt der Verein durchgängig in der Ligat ha’Al, gewann allerdings lange Zeit keinen Titel. 2016 gewann der Verein dann überraschend die Israelische Meisterschaft.
Die Heimspiele trägt die in Orange und Weiß spielende Mannschaft in der 2500 Zuschauer fassenden Bet-Maccabi-Halle aus.

## Handball
Die Handballsektion wurde 1950 gegründet. Die erste Männermannschaft von Maccabi Rischon LeZion gewann 15 mal die nationale Meisterschaft und elfmal den Pokal in Israel. Als israelischer Meister beziehungsweise Pokalsieger spielte der Verein international im EHF-Pokal; größter Erfolg hier war das Erreichen des Achtelfinales in der Saison 2008/2009 und die Runde der Letzten 16 in der Saison 2011/12. In dieser Saison und im darauf folgenden Jahr scheiterte das Team jeweils im Qualifikationsturnier der EHF Champions League.
Die Heimspiele trägt die in den Farben Gelb und Blau spielende Mannschaft in der 900 Zuschauer fassenden Maccabi House Arena in Rischon LeZion aus.

### Erfolge
- Israelischer Meister: 1959, 1985, 1986, 1987, 1989, 1992, 2005, 2006, 2007, 2009, 2010, 2011, 2012, 2017, 2020[3]
- Israelischer Pokalsieger: 1982, 1986, 1987, 1988, 2003, 2004, 2006, 2007, 2011, 2013, 2014